# Marismas del Odiel
Las marismas del Odiel son una reserva de la biosfera de la Unesco y paraje natural situado en la desembocadura del río Odiel o ría de Huelva, en la provincia de Huelva (Andalucía, España).

## Extensión
Comprende los municipios de Gibraleón, Aljaraque, Punta Umbría y el suroeste de Huelva capital, convirtiéndose en extensión en la segunda zona húmeda de la provincia detrás del Espacio Natural de Doñana. A su vez integra las cercanas Reserva Natural de las Marismas del Burro y la Reserva Natural de la Isla de Enmedio.

## Flora y fauna
Estos humedales se originaron por los procesos sedimentarios procedentes de la desembocadura de los ríos Tinto y Odiel junto a la dinámica de aportes del océano Atlántico, que fueron formando un amplio estuario, por lo que el paraje es una de las zonas mareales más importantes de Andalucía. Todo ello ha permitido que este estuario acoja sobre todo en invierno a una enorme concentración de aves como la mayor colonia de Europa de cría de espátulas (pues un 30% de ellas anida en este espacio), flamencos, anátidas, garzas reales, garzas imperiales, grullas, cigüeñas negras, lirón careto, rapaces como el águila pescadora y el aguilucho lagunero, etc. 
En su interior se encuentra el Centro de Interpretación de la Calatilla, miradores de aves, senderos y áreas interpretativas y de descanso.